# Ann Wilson
 (mars 2022).
Ann Dustin Wilson, née le 19 juin 1950, est une chanteuse et musicienne américaine, elle est la chanteuse du groupe rock Heart, avec sa sœur Nancy Wilson qui est la guitariste et chanteuse, ainsi que Lynn Wilson qui fait les chœurs parfois sur certaines chansons. Ann joue de plusieurs instruments, de la guitare à la flûte traversière, de la basse au piano et elle possède une gamme vocale soprano rare. 

## Jeunesse
Ann Dustin Wilson est née à San Diego, en Californie. Son père était major dans le Corps des Marines américains. En raison de la carrière militaire de celui-ci, la famille Wilson a déménagé fréquemment. Ils ont vécu près des installations militaires américaines à Panama et à Taïwan avant de s'installer à Seattle, Washington, au début des années 1960. Pour conserver leur sentiment d'appartenance, peu importe où ils résidaient, les Wilson se tournèrent vers la musique. « Le dimanche, nous avions des crêpes et de l'opéra », se souvient sa sœur Nancy. « Mon père dirigeait comme un chef d'orchestre dans le salon, on mettait le volume au maximum et on s'éclatait, il y avait de tout, de la musique classique à Ray Charles, Judy Garland, Peggy Lee, la bossa nova, la musique électronique expérimentale. » 
La famille Wilson s'installe finalement à Bellevue, dans la banlieue de Seattle, Washington. En 1968, Ann est diplômée de la Sammamish High School. Timide à cause de son bégaiement, elle cherche l'épanouissement dans la musique. En 1968 et 1969, Ann et Nancy jouent avec le groupe The Daybreaks et gravent deux singles publiés en 1969 sous le nom Ann Wilson & The Daybreaks: Through Eyes And Glass/I'm Gonna' Drink My Hurt Away et Standin' Watchin' You/Wonder How I Managed. Ce groupe est formé de Jack Joseph et Tom Wendt à la guitare, Bob Ormbrek à la basse, Steve Hansen à l'orgue et Chris Blaine à la batterie. Ann est à la guitare, à la flûte et au chant alors que Nancy occupe le poste de choriste avec Kathy Allen. La chanson Through Eyes & Glass apparait sur la compilation triple CD de Heart, Strange Euphoria publiée en 2012, sur laquelle on retrouve aussi des démos de Heart; des duos de Ann et Nancy, ainsi qu'un DVD. Au début de 1970, Ann rejoint le groupe Hocus Pocus formé entre autres des frères Fisher, Steve à la guitare et Michael à la batterie. Par la suite, ils changent de nom pour White Heart, avant de simplifier le tout, devenu Heart en 1974.

## Carrière
En 1974, sa jeune sœur Nancy rejoint Heart et le groupe s'installe au Canada. Il enregistre son premier album Dreamboat Annie à Vancouver en 1975 ; il sort aux États-Unis en 1976, avec la chanson Crazy on You, numéro 35 dans les charts américains. Suivent les albums Little Queen en 1977 et Dog and Butterfly en 1978.
Ann et Nancy collaborent en 1982 à l'album ...Famous Last Words... de Supertramp, faisant les chœurs sur deux chansons, Put on your old brown shoes et C'est le bon. En 1984, Ann Wilson et Mike Reno du groupe Loverboy chantent sur la ballade Almost Paradise, pour le film Footloose, qui atteindra la 7ème place au Billboard. Puis en 1986, elle sort un single solo, The Best Man in the World, à nouveau pour un film, Golden Child : L'Enfant sacré du Tibet, et qui atteindra la 61ème position au Billboard. En 1988, elle unit sa voix à celle de Robin Zander pour un autre single, Surrender to Me, qui peut être entendu dans le film Tequila Sunrise. Puis en 1992, Ann apparaît sur l'EP Sap d'Alice in Chains : elle chante sur Brother, Am I Inside et Love Song. En retour, Layne Staley, chanteur d'Alice in Chains, contribue en 1993 au chant sur Ring Them Bells, une reprise de Bob Dylan, pour l'album de Heart, Desire Walks On. En outre, Mike Inez, bassiste d'Alice in Chains, et Scott Olson, guitariste itinérant, apparaissent sur Alive in Seattle de Heart, en 2003.
Ann et Nancy fondent à Seattle au milieu des années 1990 un studio d'enregistrement, Bad Animals. Elles forment également un side project, The Lovemongers, qui interprètent The Battle of Evermore de Led Zeppelin sur la bande sonore du film Singles de Cameron Crowe (le mari de sa sœur Nancy à l'époque) sorti en 1992, et publient ensuite un EP de quatre chansons. Le premier album de Lovemongers, Whirlygig, sort en 1997.
Ann rejoint le producteur Alan Parsons, lors de la tournée en hommage à la musique des Beatles en 2001, intitulée A Walk Down Abbey Road.
En 2006, Ann Wilson commence à enregistrer son premier album solo, Hope & Glory, produit par Ben Mink et sorti par le Rounder (Zoe) Music Group le 11 septembre 2007. Hope & Glory présente des apparitions d'Elton John, k.d. Lang, Alison Krauss, Gretchen Wilson, Shawn Colvin, Rufus Wainwright, Wynonna Judd et Deana Carter. Comme il se doit, Nancy a également contribué à l'album. Trois singles sont ensuite publiés, Little Problems, Little Lies, Isolation et une reprise de Led Zeppelin, Immigrant Song. La même année, Ann et Nancy sont sur scène pour une série de concerts à Las Vegas.
La version de Immigrant Song de Led Zeppelin chantée par Ann Wilson, disponible sur sa page officielle MySpace, est « la chanson la plus téléchargée de 2007 » sur le compte à rebours annuel du PMC Top10.
Le 22 novembre 2012, Ann chante sur un arrangement original de l'hymne américain The Star-Spangled Banner, accompagné du Dallas Symphony Orchestra, au début du match de football de Thanksgiving entre les Cowboys de Dallas et les Redskins de Washington au Cowboys Stadium d'Arlington, au Texas. Le compositeur Gary Fry a créé un arrangement spécifique pour sa première exécution par Ann Wilson et le DSO.
Le 2 décembre 2012, elle chante Stairway To Heaven au côté de Nancy Wilson devant Robert Plant, Jimmy Page et John Paul Jones du groupe Led Zeppelin lors de la soirée au Kennedy Center Honors qui leur est dédiée. De grandes personnalités sont présentes et notamment le Président Barack Obama et son épouse.
Le 13 juillet 2015, Ann annonce une tournée solo, The Ann Wilson Thing, qui débute le 21 septembre. Le 18 septembre, elle sort le premier EP d'accompagnement de la tournée, The Ann Wilson Thing!. 
Le 22 juillet 2016, Ann annonce la sortie du deuxième EP de The Ann Wilson Thing!, intitulé Focus, et entame une mini-tournée en Floride au mois de septembre suivant sous le nom de The Ann Wilson Thing! afin de promouvoir ce nouveau maxi-single.
Le 12 octobre 2017, sort son premier film, Ann Wilson in focus. Il propose une interview intime menée dans la maison d'Ann par Criss Cain, en plus de vingt chansons enregistrées en public, lors de la tournée solo Ann Wilson de Heart, à Wilmington en Caroline du Nord, le 21 mars 2017. Une version Director's Cut est maintenant disponible en visionnement sur la chaîne YouTube.

## Vie personnelle
Au cours des années 1970, elle a une relation avec Michael Fisher, le manager de Heart, tandis que Nancy vit avec son frère, le guitariste Roger Fisher. Les deux couples contrôlent le groupe. En 1979, les relations ont pris fin ; Ann a déclaré que Michael étant tombé amoureux d'une autre femme, ils se sont séparés.
Ann Wilson a adopté sa fille Marie en 1991 et son fils Dustin en 1998.
En tant qu'enfant, Ann a été intimidée à cause de son poids. Elle a révélé que dans les années 1970 et au début des années 1980, elle allait mourir de faim et utiliser des pilules pour maigrir et rester mince. Au moment où Heart fait son retour au milieu des années 1980, Ann a pris beaucoup de poids. Craignant que la figure de la chanteuse principale de Heart compromette l'image du groupe, les dirigeants de la compagnie de disques et les membres de Heart ont commencé à faire pression sur elle pour qu'elle perde du poids. Dans les vidéoclips, les angles de caméra et les vêtements sont souvent utilisés pour minimiser sa taille, et la caméra met l'accent sur Nancy. Ann déclare qu'elle a commencé à souffrir d'attaques de panique liées au stress en raison de la publicité négative entourant son poids. Elle subit une opération de perte de poids appelée « bande gastrique ajustable » en janvier 2002, après ce qu'elle appelle « une bataille de toute une vie » avec son poids.
En novembre 2009, Ann s'effondre. Nancy est allée avec elle chez le médecin, Ann apprend qu'elle a des problèmes de foie résultant de sa consommation d'alcool. Alors qu'elle a cessé de consommer de la drogue à la naissance de sa fille, elle a augmenté en effet sa consommation d'alcool. Nancy et d'autres membres de la famille, ainsi que l'équipe du groupe, préoccupés depuis un certain temps par son problème, font même une pause dans la tournée pour lui permettre un traitement. Ann a finalement obtenu une thérapie par elle-même. Dans l'autobiographie de 2012 du groupe, Ann révèle ses luttes passées avec la cocaïne et l'alcoolisme. Elle déclare qu'elle est sobre depuis lors. 
Ann Wilson a épousé Dean Wetter en avril 2015. Ils s'étaient déjà fréquentés brièvement dans les années 1980, avant de reprendre leur relation des années plus tard.

## Immortal
Dans son album solo Immortal, Ann rend hommage à de grands noms de la musique rock aujourd'hui décédés. De David Bowie avec I’m Afraid of Americans, à Leonard Cohen avec A Thousand Kisses Deep, de George Michael avec A Different Corner, à Gerry Rafferty avec Baker Street, l'album comprend dix reprises de chansons d'artistes auxquels elle tenait à rendre hommage. Immortal a été produit par l'ancien producteur de Heart, Mike Flicker. 

## Discographie

### Ann Wilson And The Daybreaks
- 1969 : Single Through Eyes And Glass/I'm Gonna Drink My Hurt Away.
- 1969 : Single Standin' Watchin' You/Wonder How I Managed.

### Heart
Voir : Discographie de Heart.
- Heart - Strange Euphoria : Compilation de 3 CD + 1 DVD. Inclut la chanson rare de Ann Wilson & The Daybreaks, Through Eyes And Glass, ainsi que des démos de succès connus tels que Magic Man, Crazy On You, plus 2 chansons de Lisa Dalbello, Lucky Day et Wait For An Answer. Contient aussi des chansons de Lovemongers, ainsi que des enregistrements en duos de Ann et Nancy Wilson, etc. Le DVD renferme un concert retransmis sur le réseau de KWSU-TV, en Mars 1976.

### Ann & Nancy Wilson
- 1989 : Here Is Christmas. Maxi single de 4 chansons.

### The Lovemongers

#### Singles
- 1992 : The Battle of Evermore/Love Of The Common Man/Papa Was a Rollin' Stone/Crazy On You. Maxi single.
- 1998 : Kiss. Single CD d'une seule chanson.

#### Albums
- 1997 : Whirlygig
- 1998 : Here Is Christmas (À ne pas confondre avec le maxi single de Ann & Nancy Wilson publié en 1989).

### The All-Star Group
- 1998 : Love Shouldn't Hurt. Single avec Michael Bolton, Olivia Newton-John, Wilson Phillips, Stephen Bishop, Stephen Stills, etc.

### Solo

#### Single
- 2015 : #1 - Maxi single de 4 chansons : For What It's Worth/Fool No More/Ain't No Way/Danger Zone

#### Albums
- 2007 : Hope & Glory. Ann reprend entre autres Goodbye Blue Sky de Pink Floyd, Immigrant Song de Led Zeppelin, Bad Moon Rising de Creedence Clearwater Revival ainsi que Isolation de John Lennon.
- 2015 : Live At The Belly Up. The Ann Wilson Thing!
- 2018 : Immortal. Ann Wilson reprend des chansons d'artistes disparus, David Bowie (I'm Afraid of Americans), Leonard Cohen (A Thousand Kisses Deep), Glenn Frey du groupe The Eagles (Life in the Fast Lane), George Michael (A Different Corner), Amy Winehouse (Back in Black), Leslie Gore (You Don't Own Me), Jack Bruce de Cream (Politician).
- 2022 : Fierce Bliss. Ann Wilson reprend Love of My Life de Queen, Forget Her de Jeff Buckley, Bridge of Sighs de Robin Trower et Missionary Man des Eurythmics. Pochette de Roger Dean.

### Artists For Haiti
- 2010 : We Are The World 25 For Haiti

### Collaborations
- 1982 : ...Famous Last Words... de Supertramp - Ann et Nancy aux chœurs sur Put On Your Old Brown Shoes et C'est le Bon.
- 1984 : Almost Paradise - Avec Mike Reno du groupe Loverboy, pour le film Footloose.
- 1986 : The Best Man In The World - Pour le film The Golden Child.
- 1988 : Surrender To Me - Avec Robin Zander de Cheap Trick, pour le film Tequila Sunrise.
- 1992 :  Sap - Maxi single de Alice in Chains - Ann chante sur Brother, Am I Inside et Love Song.
- 1996 : Jezebel : Edith Piaf Tribute Album : Artistes variés
- 2003 : Promise Her the Moon : Influences and Connections: Volume I - Mr. Big : Artistes variés
- 2012 : Stairway To Heaven - Ann & Nancy Wilson avec Jason Bonham et d'autres musiciens sur la scène du Kennedy Center pour un hommage à Led Zeppelin, le 2 décembre 2012.
- 2014 : Band on the Run et Letting Go : Artistes variés : The Art of McCartney, Heart chante sur deux chansons sur cet album hommage à la musique de Paul McCartney.
- 2015 : Across the Universe : sur l'album Keep Calm and Salute The Beatles - Artistes variés
- 2016 : Sur l'album George Fest/A Night To Celebrate The Music Of George Harrison - Ann Wilson chante la pièce Beware of Darkness, lors de ce concert donné le 28 septembre 2014 au Fonda Theater de Los Angeles. Aussi présents lors de cet événement, Dhani Harrison le fils de George, Ben Harper, Brian Wilson et Al Jardine, The Flaming Lips, etc.
- 2017 : Immigrant Song et Black Dog de Led Zeppelin, Mother Earth de Memphis Slim, Cry Baby de Janis Joplin et Magic Man de Heart. Ann Wilson et le groupe Gov't Mule, sur la scène du Infinity Downs Farm de Arrington en Virginie le 26 août 2017.
- 2022 : Ann collabore avec le groupe de métal américain Disturbed sur la chanson Don't Tell Me de leur plus récent album Divisive sorti le 18 novembre 2022.

## Filmographie
- 2002 : Huit nuits folles d'Adam Sandler - Film d'animation - : Prête sa voix au personnage de la mère de David, en anglais seulement.
- 2013 : Heart & Friends: Home for the Holidays  - Téléfilm - : Elle-même.
- 2013 : Glasspack vs Blackstone - Film - : Elle-même.
- 2015 : Bridge School News - Télé série - : Elle-même.